# Филип Шелби
Филип Шелби (на английски: Philip Shelby) е американски сценарист и писател на бестселъри в жанра политически трилър. Писал е под псевдонимите Филип Ван Ържънт (Philippe Van Rjndt) и Филип Майкълс (Philip Michaels) криминални романи и романтични трилъри.

## Биография и творчество
Филип Шелби е роден на 12 юли 1950 г. в Монреал, Канада.
Учи външна сигурност и международни отношения при Збигнев Бжежински в Университета „Макгил“. Специализира в Сорбоната и Лондонския университет.
През 1970 г. е издаден първия му роман „Blue Print“ под псевдонима Филип Ван Ържънт, който няма успех. През 1976 г. е публикуван романа му „The Tetramachus Collection“, който е харесан от читатели и критика. След него той се отказва от следването си и се посвещава на писателската си кариера.
През 1982-1983 г. издава 2 романа под псевдонима Филип Майкълс.
През 1998 г. е публикуван под истинското му име романтичният трилър „Далеч от рая“, който става международен бестселър и му носи световно признание.
Един от най-известните му романи е „Пактът „Касандра““ в съавторство с Робърт Лъдлъм.
Във романите му главният герой е жена, която работи за правителството или за някоя полицейска агенция, и се озовава под различни опасности, интриги и двойни игри.
Филип Шелби живее със семейството си в Марина Дел Рей и Лос Анджелис.

## Произведения

### Самостоятелни романи
- This Far from Paradise (1988) 
Далеч от рая, изд. ИК „Бард“ ООД (2002), прев. Елена Чизмарова
- The Tides (1989)
- Dream Weavers (1991) 
Тъкачи на мечти, изд. ИК „Бард“ ООД (2002), прев. Диана Кутева, Стамен Стойчев
- Oasis of Dreams (1992)
- Days of Drums (1996) 
Дни на убийства, изд. ИК „Бард“ ООД (1996), прев. Борислав Пенчев
- Last Rights (1997) 
Разплата, изд. ИК „Бард“ ООД (1999), прев. Диана Кутева, Стамен Стойчев
- Gatekeeper (1998) 
Опасни муцуни, изд. ИК „Бард“ ООД (1998), прев. Диана Кутева, Стамен Стойчев
- By Dawn's Early Light (2002) 
N 1818, изд. ИК „Бард“ ООД (2005), прев. Лили Христова

### Участие в общи серии с други писатели

#### Серия „Приют едно“ (Covert-One) – по идеи на Робърт Лъдлъм
2. The Cassandra Compact (2001) – с Робърт Лъдлъм
Пактът „Касандра“, изд. „Прозорец“ (2002), прев. Магдалена Куцарова-Леви
от серията има още 10 романа от различни автори (към 2015 г.)

### Като Филип Ван Ържънт

#### Самостоятелни романи
- Blue Print (1970)
- The Tetramachus Collection (1976)
- The Trial of Adolf Hitler (1978)
- Samaritan (1983)
- Last Message to Berlin (1984)
- Eclipse (1986)

#### Документаристика
- Fungo Blues (1985) – с Патрик Бледник

### Като Филип Майкълс

#### Самостоятелни романи
- Grail (1982)
- Come, Follow Me (1983)

### Екранизации
- 2005 Ums Paradies betrogen – ТВ минисериал
- 2015 Survivor – сценарий
- 2016 Mechanic: Resurrection